# Bruchbach (Aller)
Der Bruchbach (ursprünglicher Name “Wittbeck”) ist ein 17,3 km langer, teils naturbelassener, teils begradigter Bach in Niedersachsen (Lüneburger Heide), ein rechtsseitiger Nebenfluss der Aller.

## Geographie

### Ursprung und Verlauf
Der Bruchbach entsteht nördlich von Altensalzkoth aus dem Zusammenfluss des Sunderbaches und des Kohlenbaches. Der Sunderbach entspringt westlich von Rebberlah (Gemeinde Eschede), fließt in westlicher Richtung durch das Teichgut Wildeck und am ehemaligen Forsthaus Rehwinkel vorbei. Der Kohlenbach entspringt östlich vom Forsthaus und dem Einzelgehöft Kohlenbach, denen er seinen Namen gibt und fließt ebenfalls in westliche Richtung. Nach dem Zusammenfluss beider Bäche in Altensalzkoth fließt der Bruchbach in südlicher Richtung, zunächst durch den “Scheuer Bruch”. Ein Moorgebiet das im 18. Jahrhundert die Saline Sülze mit Brenntorf versorgte. Der weitere Verlauf führt durch das “Schwarze Moor”, vorbei am Gut Hustedt und der Ortschaft Wittbeck. Weite Bereiche des Ufers bestehen aus Erlen-Bruchwald. Sowohl die beiden Quellbäche als auch der obere Lauf des Bruchbach fließen durch den Naturpark Südheide.

### Nebenflüsse

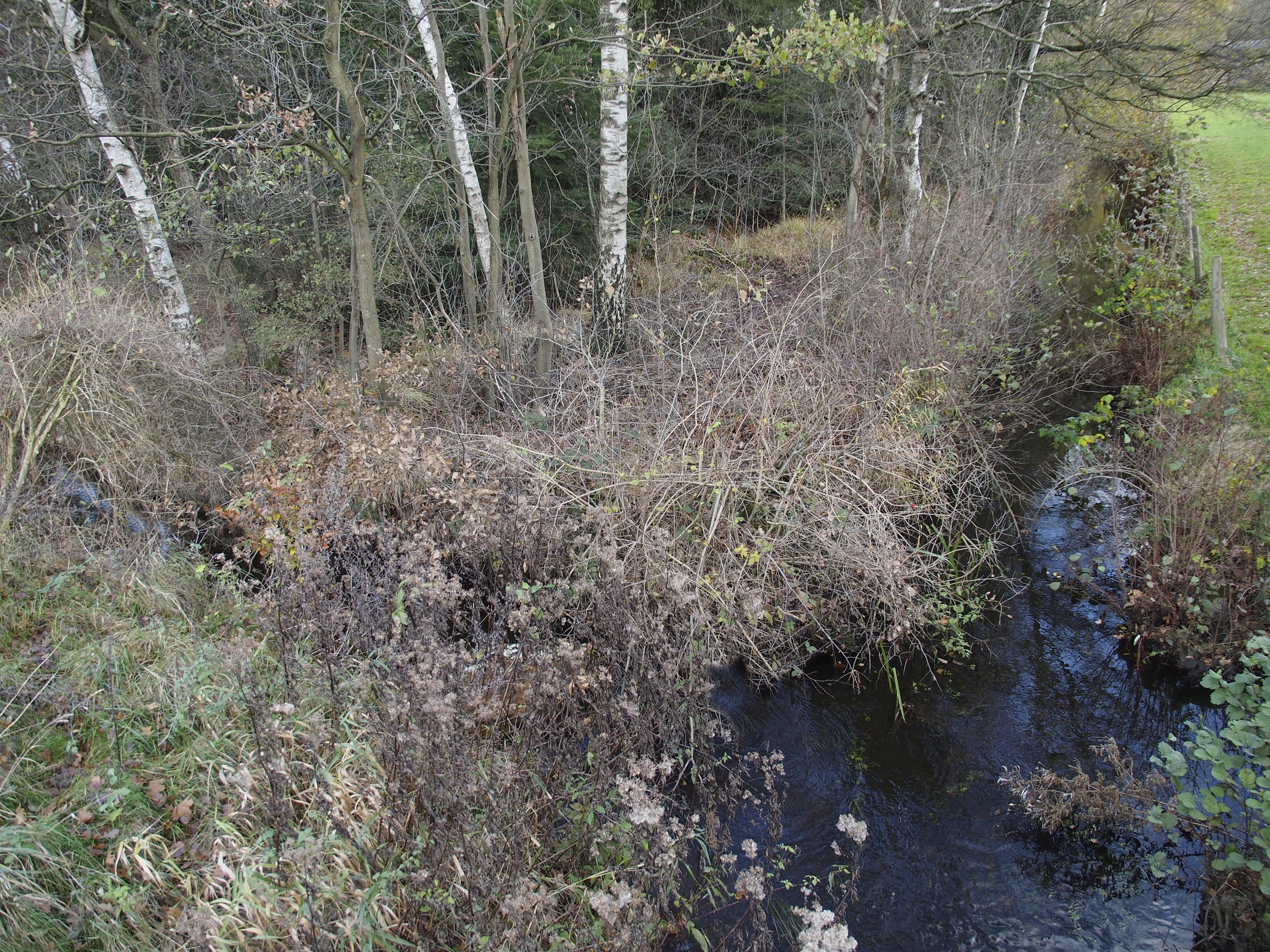
Ursprung des Bruchbachs bei Altensalzkoth – von links der Sunderbach, rechts der Kohlenbach
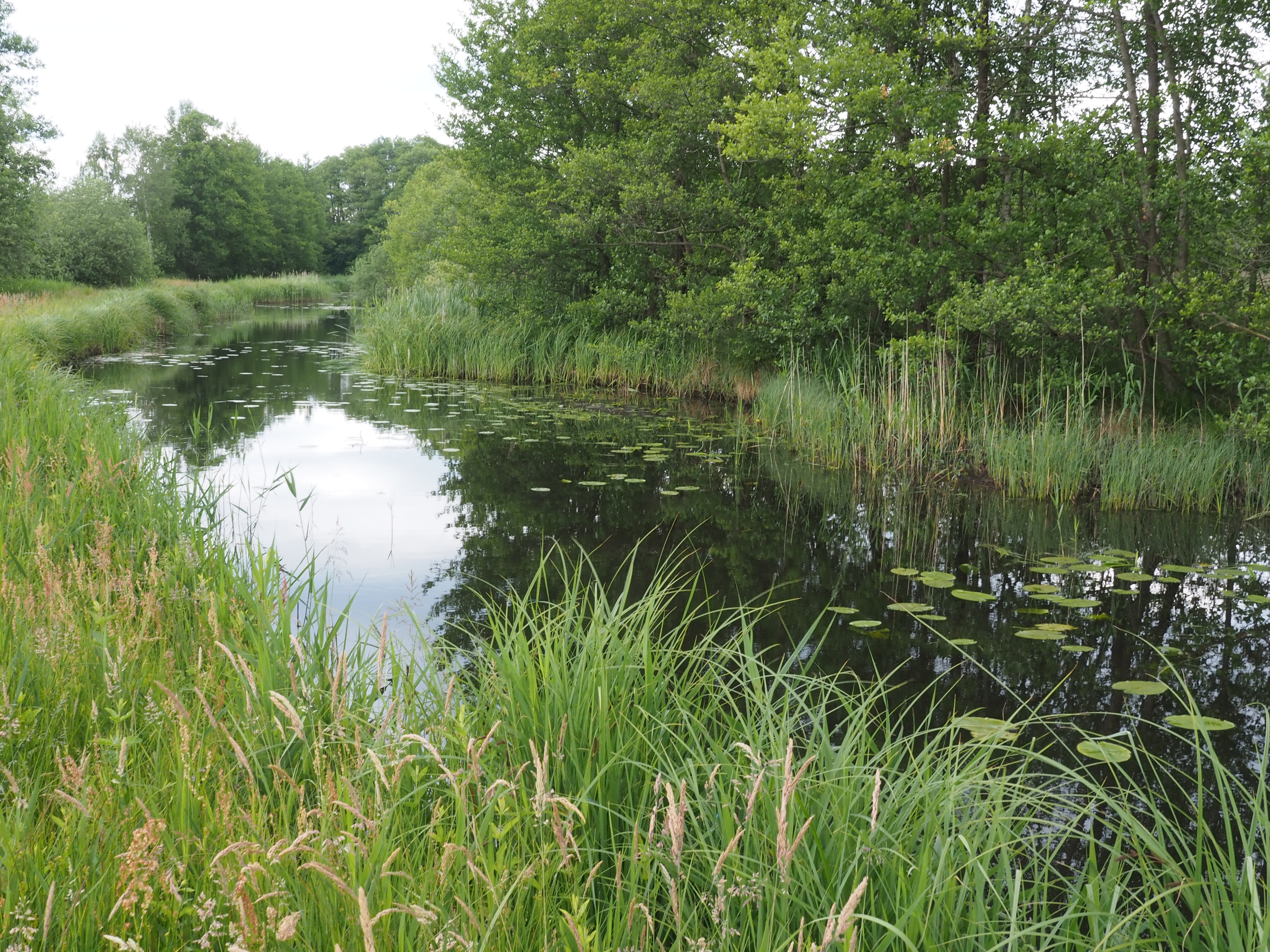
Der Bruchbach beim Entenfang in Boye (Celle)

## Geschichte
1649 ließ Herzog Christian Ludwig den Heidgraben anlegen. Hierdurch wurde die damalige Wittbeck, die noch heute als kleiner Bach „Alte Wittbeck“ südlich von Wolthausen in die Örtze mündet, großteils in die Boyer Fischteiche umgeleitet, um diese mit ausreichend Wasser zu versorgen. Danach mündete der Bach jetzt in die Aller. 1690 ließ der Herzog Georg Wilhelm an den Boyer Teichen einen Entenfang errichten, um den herzoglichen Hof von Celle mit Wildenten zum Verzehr zu versorgen.

## Flora und Fauna
In dem Bruchbach leben Schlammpeitzger, Flussneunaugen, Bachneunaugen, Steinbeißer und Groppen, die auf der Roten Liste gefährdeter Tiere Deutschlands bundesweit als stark gefährdet (Kategorie 2) eingestuft sind. Auch der seltene Fischotter ist hier zu finden. Die Grüne Flussjungfer, eine kräftig gebaute Libelle mit einer Flügelspannweite von 6,5 bis 7,5 cm und einer Körperlänge von etwa 5 cm lebt am Bachufer. Auch diese Art ist in Deutschland laut der Roten Liste als stark gefährdet (Kategorie 2) eingestuft.

## Schutzstatus
Der Bruchbach und die Boyer Teiche (Entenfang) sind als FFH-Gebiet ausgewiesen (Melde-Nr. 3226-331). Im Bereich des Entenfangs bis zur Querung durch die Landesstraße 180 in Boye liegt der Bruchbach im Naturschutzgebiet „Entenfang Boye und Grobebach“, das letzte Stück des Bachs von der Straßenquerung bis zur Mündung in die Aller ist Bestandteil des Naturschutzgebietes „Untere Allerniederung bei Boye“.

## Gewässerqualität
Der Kohlenbach hat an seiner Quelle die Gewässergüte I–II (gering belastet). Der Sunderbach, der Unterlauf des  Kohlenbachs  und der Oberlauf des Bruchbachs haben die Gewässergüte II (mäßig belastet). Südlich von Wittbeck verschlechtert sich die Wasserqualität auf die Güteklasse II–III (kritisch belastet). Hier fließt von Scheuen kommend die Warmbeck hinzu und bildet ein Teichgebiet. Auch bei den Teichen von Boye, in denen sich der Entenfang befindet, verschlechtert sich die Wasserqualität, bis zur Mündung in die Aller, ebenfalls auf die Güteklasse II–III.